# Nokere Koerse 2024
La Nokere Koerse 2024, ufficialmente Danilith - Nokere Koerse, settantottesima edizione della corsa e valevole come undicesima prova dell'UCI ProSeries 2024 categoria 1.Pro, si svolse il 13 marzo 2024 per un percorso di 188,1 km, con partenza da Deinze ed arrivo a Nokere, in Belgio. La vittoria fu appannaggio del belga Tim Merlier, il quale completò il percorso in 4h21'59", alla media di 43,079 km/h, precedendo l'olandese Fabio Jakobsen e il connazionale Jasper Philipsen.
Sul traguardo di Nokere 120 ciclisti, dei 137 partiti da Deinze, portarono a termine la competizione.

## Squadre e corridori partecipanti
| N.    | Cod. | Squadra                   |
| ----- | ---- | ------------------------- |
| 1-7   | SOQ  | Soudal Quick-Step         |
| 11-17 | ADC  | Alpecin-Deceuninck        |
| 21-27 | IWA  | Intermarché-Wanty         |
| 31-37 | ARK  | Arkéa-B&B Hotels          |
| 41-47 | COF  | Cofidis                   |
| 51-57 | IGD  | Ineos Grenadiers          |
| 61-67 | GFC  | Groupama-FDJ              |
| 71-77 | LTK  | Lidl-Trek                 |
| 81-87 | DSM  | Team DSM-Firmenich PostNL |
| 91-97 | UAD  | UAE Team Emirates         |

| N.      | Cod. | Squadra                 |
| ------- | ---- | ----------------------- |
| 101-107 | LTD  | Lotto Dstny             |
| 111-117 | BWB  | Bingoal WB              |
| 121-127 | TFB  | Team Flanders-Baloise   |
| 131-136 | EUS  | Euskaltel-Euskadi       |
| 141-147 | IPT  | Israel-Premier Tech     |
| 151-157 | Q36  | Q36.5 Pro Cycling Team  |
| 161-167 | UXM  | Uno-X Mobility          |
| 171-177 | TUD  | Tudor Pro Cycling Team  |
| 181-187 | TDT  | TDT-Unibet Cycling Team |
| 191-197 | TIS  | Tarteletto-Isorex       |

## Ordine d'arrivo (Top 10)
| Pos. | Corridore        | Squadra | Tempo    |
| ---- | ---------------- | ------- | -------- |
| 1    | Tim Merlier      | Soudal  | 4h21'59" |
| 2    | Fabio Jakobsen   | DSM     | s.t.     |
| 3    | Jasper Philipsen | Alpecin | s.t.     |
| 4    | Pascal Ackermann | Israel  | s.t.     |
| 5    | Simone Consonni  | Lidl    | s.t.     |
| 6    | Tom Van Asbroeck | Israel  | s.t.     |
| 7    | Maikel Zijlaard  | Tudor   | s.t.     |
| 8    | Milan Menten     | Lotto   | s.t.     |
| 9    | Hugo Hofstetter  | Israel  | a 4"     |
| 10   | Pavel Bittner    | DSM     | s.t.     |